# Леа Нудельман
Ле́а Нудельма́н (* 1955) — українська радянська й ізраїльська шахістка.

## З життєпису
Народилася 1955 року в Сімферополі. Вихованка шахового тренера Володимира Альтермана. Учасниця чемпіонатів СРСР серед дівчат, кращий результат показала 1972 року в Чернігові — посіла сьоме місце. У складі збірної УРСР двічі перемагала на командних чемпіонатах СРСР з шахів серед юніорів — 1970 року в Невинномиську і 1972-го (Київ). 1971 року стала чемпіонкою Кримської області з шахів. Чемпіонка УРСР по листуванню (1968—1970).
1972 року переїхала на постійне місце проживання до Ізраїлю; багаторазова учасниця чемпіонатів Ізраїлю з шахів серед жінок.
Представляла збірну Ізраїлю на трьох шахових олімпіадах: 1974 року; 1976-го та 1980 років. 1976 року в командному заліку завоювала золоту медаль; в особистому заліку виборола золоту (1976) і бронзову (1980) медалі.
Проживає у Франції і не бере участі в шахових турнірах.